# Michael Whittaker
Michael Whittaker war ein britischer Modedesigner und Kostümbildner in Film, Fernsehen und Theater. Bekannt wurde er vor allem durch seine Arbeiten für die Kinofilme der 1950er Jahre wie Die schwarze Rose, Robin Hood und seine tollkühnen Gesellen oder Robin Hood, der rote Rächer.

## Leben und Werk
Michael Whittaker begann seine Laufbahn während des Zweiten Weltkrieges im Jahr 1942 zuerst als Schauspieler in Filmen von Regisseuren wie Harold French und Walter Forde. Bis auf einen kleinen Part als U-Boot Mitglied in dem Kriegsdrama In Which We Serve der Regisseure Noël Coward und David Lean im gleichen Jahr kam er jedoch über die Rolle des Kleindarstellers nicht hinaus. Nachdem er 1945 noch in Roy Ward Bakers Kurzfilm Read All About It aufgetreten war, wechselte er einige Jahre später vom Schauspielfach in den Bereich des Kostümdesigns. 
1948 schuf er die Kostüme für den britischen Fernsehfilm One, Two, Three!, bevor er 1950 die Kleider für Arthur Crabtrees Kriegsdrama Lilli Marlene entwarf. Für den Regisseur Henry Hathaway lieferte er noch im selben Jahr die Entwürfe für dessen US-amerikanisch-britischen Abenteuerfilm Die schwarze Rose mit Tyrone Power und Orson Welles in den Hauptrollen für den Whittaker 1951 eine Oscar-Nominierung in der Kategorie Beste Kostümdesign bei der Verleihung 1951 in der Rubrik Farbfilm erhielt. Zu Beginn der 1950er Jahre fertigte er dann weitere Kostüme für Filme wie Das träumende Herz, Flesh & Blood oder Robin Hood und seine tollkühnen Gesellen unter der Regie von Ken Annakin. Mit den Kostümen für Val Guests Abenteuerfilm Robin Hood, der rote Rächer endete 1954 seine Tätigkeit für das britische Kino. Zu Beginn der 1960er Jahre kehrte er noch einmal ins Fernsehen zurück, um auf persönlichen Wunsch die Garderobe von Schauspielerin Honor Blackman in der Rolle der Catherine Gale in der Krimiserie Mit Schirm, Charme und Melone zu betreuen, bekannt wurden vor allem seine Leder-Kostüme der Hauptdarstellerin in der Serie.
Mitte der 1960er Jahre produzierte Michael Whittaker schließlich Shows für die London Fashion House-Gruppe. Mit musikalischen Modenschauen war Whittaker bis in die frühen 1980er Jahre in Großbritannien aktiv.
Neben seiner Tätigkeit als Kostümbildner in Film und Fernsehen arbeitete Whittaker auch für das Theater.

## Auszeichnungen
- 1951: Oscar-Nominierung in der Kategorie Beste Kostümdesign bei der Verleihung 1951 für Die schwarze Rose

## Filmografie (Auswahl)

### Kino
- 1950: Lilli Marlene
- 1950: Die schwarze Rose (The Black Rose)
- 1950: Das träumende Herz (Maria Chapdelaine)
- 1951: Flesh & Blood
- 1952: Robin Hood und seine tollkühnen Gesellen (The Story of Robin Hood and His Merrie Men)
- 1954: Robin Hood, der rote Rächer (The Men of Sherwood Forest)

### Fernsehen
- 1948: One, Two, Three! (Fernsehfilm)
- 1962–1963: Mit Schirm, Charme und Melone (Fernsehserie, 7 Episoden)